# Postprüfer

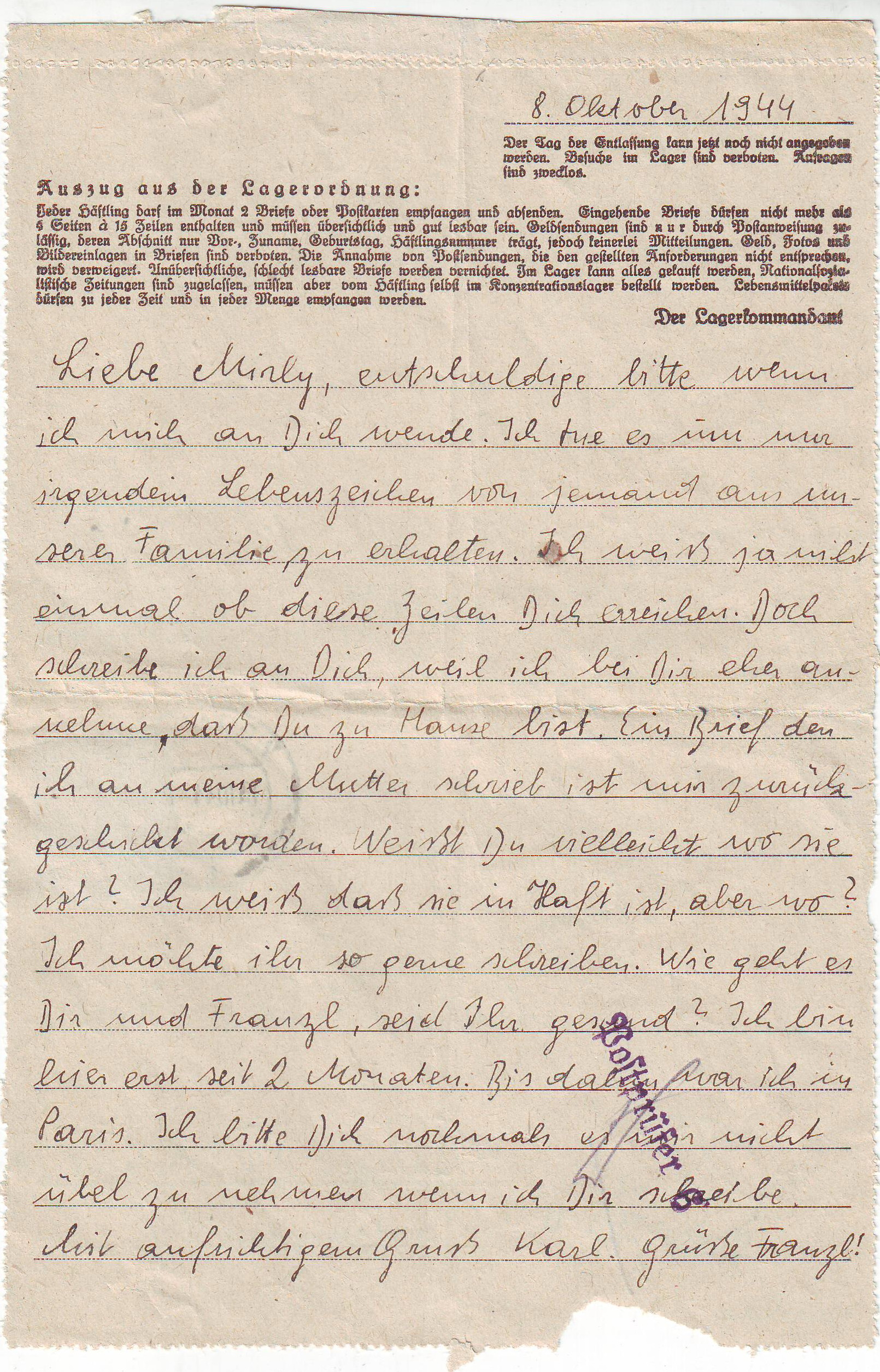

Postprüfer – w obozach koncentracyjnych osoba, która zajmowała się kontrolowaniem korespondencji więźniów do ich rodzin. Postprüfer sprawdzał, czy listy, które miały zostać wysłane są napisane zgodnie z „procedurami” obozowymi. Zanim list został wysłany, musiał trafić do postprüfera w celu sprawdzenia jego zawartości. Jeśli korespondencja nie zgadzała się z wymogami obozowymi, wtedy nie zostawała wysłana.
Według stanu na jesień 1943, w obozie koncentracyjnym na Majdanku funkcjonowało 5 Postprüferów. Wszyscy byli członkami SS.